# مایکل کرافت
مایکل کروفت (انگلیسی: Michael Croft؛ زاده ۸ مارس ۱۹۲۲ درگذشته ۱۵ نوامبر ۱۹۸۶) یک کارگردان تئاتر اهل انگلستان بوده است.